# Оймаут (Туркестанская область)
Оймаут (каз. Оймауыт) — село в Сайрамском районе Туркестанской области Казахстана. Входит в состав Кутарысского сельского округа. Код КАТО — 515263400.

## Население
В 1999 году население села составляло 515 человек (267 мужчин и 248 женщин). По данным переписи 2009 года, в селе проживали 642 человека (330 мужчин и 312 женщин).